# جویتسا
جویتسا (به لاتین: Drzewica، تلفظ: [dʐɛˈvʲit͡sa]) یک شهر در لهستان است که در شهرستان اوپوچنو واقع شده‌است.

## خصوصیات
جویتسا ۴٫۹ کیلومترمربع مساحت و ۳٬۹۴۵ نفر جمعیت دارد.